# Léon Vernouillet
Léon Vernouillet, né le 19 juillet 1831 à Villexanton et mort le 17 avril 1900 à Reims. Il fut un membre influent du mouvement de la Libre-pensée en France.

## Biographie
Léon Vincent Vernouillet est né à Villexanton (Loir-et-Cher) le 19 juillet 1831.
Il épousa Eléonore Léonide Pâques.
En 1868, il s’établit à Reims comme épicier rue du Mont-d’Arène.
Il est  mort à Reims, le 17 avril 1900 et repose au Cimetière du Nord.

## Nominations
- Conseil général du quatrième canton de Reims

## Maison de la Libre-Pensée
La Maison de la Libre-Pensée à Reims était située 2 rue Camille-Lenoir.
La salle Vanny, construite en 1891 par l’architecte Charles Payen pour la Libre Pensée, a été démolie en 1913 pour faire place à l’hôtel construit pour Albert Lorin, des Galeries-Rémoises.

## Hommage et postérité
En 1901, la rue du Ponceau a été renommée rue Vernouillet.